# Jakob II. Pütrich
Jakob Pütrich (* 1523; † 12. Dezember 1594) entstammte dem Münchner Patriziergeschlecht der Pütrichs und  war als Jakob II. von 1567 bis 1594 Fürstpropst von Berchtesgaden.

## Leben und Wirken
Sein Vorgänger Wolfgang II. Griesstätter zu Haslach hat 1558 den Augustiner-Chorherren Jakob Pütrich, „einen wohl gesitteten, der weltlichen und geistlichen Dinge erfahrenen Mann“, aus dem Kapitel von elf bayerischen und salzburgischen Edelleuten als Koadjutor herangezogen, um ihn zu seinem Nachfolger aufzubauen. Doch um die Zustimmung für das Amt des Koadjutors zu erringen, musste Pütrich als erster des Berchtesgadener Klosterstifts eine Wahlkapitulation eingehen und den Chorherren Versprechungen machen, wonach deren Einkünfte erhöht und ihnen bessere Unterkünfte verschafft würden. Ferner sollte er einen Prediger einstellen, um sie von dieser Aufgabe zu entbinden und taugliche Kapitulare mit bestimmten Ämtern betrauen, für die sie wiederum Sonderzahlungen zu beanspruchen hätten.
Bei seiner Wahl zum Fürstpropst hatte er seine Zugeständnisse noch zu erweitern: Höhere Bezüge an Geld und Lebensmitteln wie Wein und „Herrenbrote“. Dazu die Zustimmung zu mehr Zerstreuung der Chorherren durch Jagden, Fischfang, Vergnügungsfahrten auf dem Königssee und Ähnliches mehr. Die daraus abzulesende geschwächte beziehungsweise abhängige Position als Fürstpropst zeigte auch deutlich, wie sehr die Chorherren „verweltlicht“ waren und selber immer weniger leisten, dafür umso mehr genießen wollten.
Als Jakob II. gebot er 1572 nach dem Beispiel der Erzbischöfe von Salzburg „mehreren Untertanen am Dürrnberg, die dem Glauben abtrünnig geworden waren, aus dem Land zu ziehen.“
Er ließ keine Sakral-, sondern Profangebäude errichten, wie 1574 das kleine, 1960 abgerissene Lustschloss Etzerschlößl am Fuße der Gern, das jedoch den Bürgern auch zeitweilig als Zufluchtsort bei Epidemiegefahr offenstand. Mit seinen zehn Räumen, ursprünglich mit kostbarer Zirbenholzvertäfelung und kunstvollen Öfen ausgestattet, ging das Etzerschlößl später an diverse Besitzer über und diente zuletzt als Kinderheim. Die zum Ensemble gehörende und wegen ihrer Baufälligkeit ebenfalls abgerissene Etzermühle war eine der „altromantischsten Gebäude des Landes“ und am Austritt des Gerer Baches gelegen. Daneben wurden in Pütrichs Auftrag noch das Gasthaus Neuhaus sowie die Meierhöfe Dietfeld und Rosenhof erbaut, von denen letzterer erst als Pfannhaus fungierte.
1582 erwarb er unter anderem von Aham von Laiming auch die Hofmark Wasentegernbach samt Wasserschloss, die bis zur Säkularisation (1803) im Besitz der Fürstpropstei Berchtesgaden verblieb. Das Wasserschloss diente den fürstpröpstlichen Pflegern, von denen einige in Wasentegernbach oder Schwindkirchen begraben sind, als Verwaltungszentrum der Hofmarken Wasentegernbach, Eibach, Haus und Breitenloh, später auch Grüntegernbach, die heute allesamt Ortsteile der Stadt Dorfen sind. Das Wappen dieser Hofmark, siehe auch nebenstehenden Kupferstich von Michael Wening, war das der Fürstpropstei mit einem Mittelschild des jeweils gerade amtierenden Fürstpropstes, der in dem Kupferstich deshalb nicht den Erwerber der Hofmark Jakob II. Pütrich, sondern den über die Entstehung des Kupferstichs hinaus noch viele Jahre amtierenden kurkölnischen Administrator der Fürstpropstei Joseph Clemens von Bayern repräsentieren sollte.

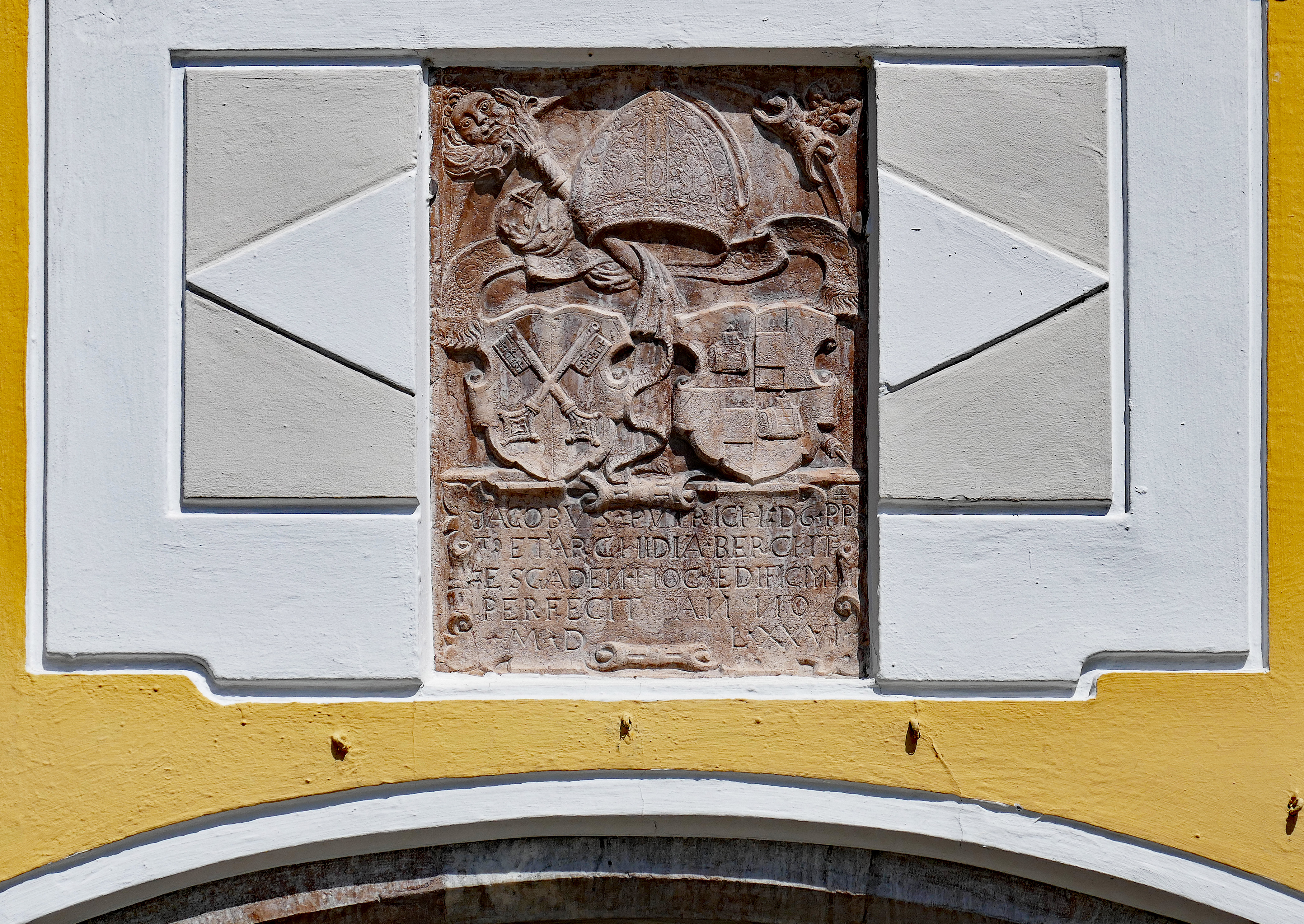
Gedenktafel an Fürstpropst Pütrich am Gasthaus Neuhaus in Berchtesgaden
Die Etzermühle um 1900
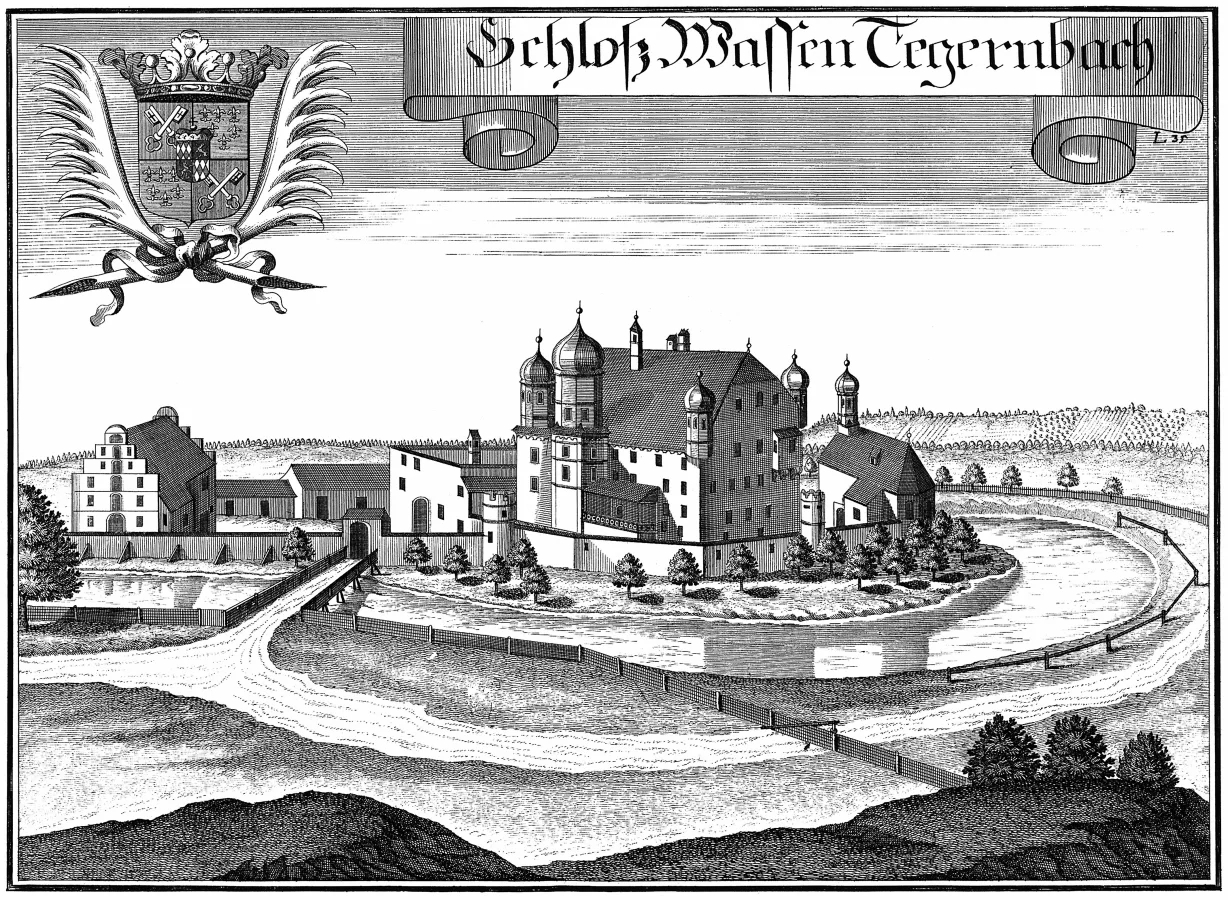
Michael Wening: Schloß Wassen Tegernbach um 1715

Während seiner Regentschaft kam es am 24. August 1583 innerhalb der Klostermauern zu einem Totschlag, als beim Abendessen nach einem Streit der Kaplan Caspar Pritzner dem Kapitular Georg von Weissenburg ein Tischmesser in den Leib stieß. Der Laienpriester wurde sofort in Haft genommen und der Vorfall Rom gemeldet. Das vom  Salzburger Erzbischof Johann Jakob Khuen von Belasi zusammengestellte „besondere Gericht“ aus mehreren Äbten und Pröpsten kam jedoch erst im Februar 1585 zu einem Urteil: Ausstoß aus dem Priesteramt und fünf Jahre Kerker. 1588 gelang es Pritzner zu fliehen und seine Spur verlor sich.
Wenig später hat der 1587 gewählte Erzbischof Wolf Dietrich von Raitenau eine neue Runde eröffnet, um seinem Bistum Salzburg das Berchtesgadener Land samt seinen Pfründen einzuverleiben. Dazu erhöhte er erst die Salzpreise, um Pütrich dann zu „Verhandlungen“ einzuladen. Gefangengenommen, sollte er in Dreitagesfrist darüber „nachdenken“, ob er den Preiserhöhungen zustimmte oder die Einstellung des Salztransports aus Schellenberg hinnahm. Nach Unterzeichnung des derart abgepressten Vertrages, widerrief ihn Pütrich in Berchtesgaden sofort wieder und fand schließlich Unterstützung bei dem noch jungen Prinzen Ferdinand von Bayern. Gegen den Willen eines Teils der Bevölkerung und der Kapitulare, die als neu gewonnene Anhänger des Erzbischofs bereits nach Salzburg umgesiedelt waren und später auch nicht mehr zurückkehren durften, setzte er 1591 den 12-jährigen Ferdinand als Koadjutor durch. Als der Erzbischof mit seinen Truppen in Berchtesgaden einfiel, um es in Besitz zu nehmen, war Pütrich bereits nach München geflohen. Der Vater Ferdinands Herzog Wilhelm V. vertrieb 1591 die Salzburger aus dem zukünftigen Besitz seines Sohnes – denn nach dem Tode Pütrichs ging die Fürstpropstei Berchtesgaden vereinbarungsgemäß in dessen Kurkölnische Administration und verblieb dort noch für zwei weitere Regenten.
Nach seinem Tod hinterließ Jakob Pütrich, so das Inventurergebnis vom 21. Februar 1595, einen wohl bereits auch von seinen Vorfahren angesammelten, „beträchtlichen Nachlass“ an Silbergeschirr. Der Ort seiner Grabstätte ist unbekannt.

## Familiengeschichte
Die erste urkundliche Erwähnung der aus dem Rheinland (laut anderer Quelle: aus Regensburg) stammenden und dann über Jahrhunderte in München wirkenden Familie findet sich um das Jahr 1189. Der Name „Pütrich“ könnte sich aus der Bezeichnung Pütsche für ein altes Salzmaß ableiten – eines ihrer Wappen zeigt zwei Wein- oder Salzfässer. Die Pütrich zählten zu den wohlhabenden Münchner Patriziern wie Ligsalz, Barth oder Dichtl, die im 14. und 15. Jahrhundert auch in den Landadel erhoben wurden.  Die Familie stellte vom 13. bis 15. Jahrhundert mehrere Stadträte, Stadtkämmerer und Bürgermeister der Stadt München. 1451 nannte Papst Nikolaus V. in einer Bulle die Pütrichs „edle Männer“ (nobiles viros de Puttreich).
Bekannte Personen der Familie
Pütrich von Reichertshausen
- Ludwig Pütrich, als „Pütrich von Reichertshausen“ in den Adelsstand erhoben, hatte 1334 Schloss Reichertshausen und zugehörige Besitzungen gekauft und erhielt 1347 von Kaiser Ludwig dem Bayern die geschlossenen Hofmarksrechte.
- Jakob III. Pütrich von Reichertshausen (1400–1469), bedeutender Dichter, Büchersammler, herzoglich-bayerischer Rat und Amtsträger.

Pütrich, Püttricher
- Barbara Pütrich († 11. Juni 1424), Äbtissin der Klarissinnen des Klosters am Anger von 1408 bis 1415.[17]
- Hanns Pütrich, Mitglied des Stadtrates und 1447 Bürgermeister der Stadt München[18]
- Sigmund Pütrich, Mitglied des Stadtrates und 1463 Bürgermeister der Stadt München[18]
- Kilian Püttricher, ein Onkel Jakobs II., war von 1525 bis 1535 Abt zu St. Peter in Salzburg.[14]
  - Jakob Pütrich (1523–1594) war als Jakob II. von 1567 bis 1594 Fürstpropst von Berchtesgaden.
  - Anna Pütrich, Jakobs Schwester, von 1588 bis 1600 Äbtissin des adligen Benediktinen-Frauenstifts Nonnberg.[14]
  - Hieronymus Pütrich, jüngerer Bruder von Jakob und von ihm zum Landrichter in Berchtesgaden bestellt. Während das Grab des Fürstpropstes unbekannt ist, liegt der 1595 verstorbene Bruder unter einer schön gestalteten Grabplatte im Kreuzgang zwischen Berchtesgadener Stiftskirche und dem vormaligen Augustiner-Chorherrenstift.[19]